# Il cuore dei briganti
Il cuore dei briganti è un romanzo scritto da Flavio Soriga.
Il romanzo parla di Aurelio Cabré di Rosacroce, cavaliere e filosofo illuminista.

## Edizioni
- Flavio Soriga, Il cuore dei briganti, Bompiani, 2010.